# Regionalismo (linguistica)
Il termine "regionalismo" assume in linguistica due significati, a seconda che lo si intenda semplicemente come fenomeno linguistico caratteristico di una determinata regione o come variazione diatopica (implicitamente da scartare) di una data lingua standard.
Nel primo senso, ad esempio, l'avverbio di tempo [mak 'pi] (letteralmente, 'solo più') è un regionalismo piemontese, in quanto "particolarità linguistica" del dialetto torinese e di altri dialetti del Piemonte. Nel secondo senso, se prendiamo ad esempio il calco solo più nel codice lingua italiana, esso non rappresenta più un fenomeno "normale", ma anzi appare come variante non standard, diffusa ad esempio a Torino, ma con circolazione minima fuori dal Piemonte.
Rispetto alla lingua standard, i regionalismi non rappresentano semplicemente degli errori. Piuttosto, sono elementi provenienti dal fondo lessicale del dialetto e si integrano alla lingua standard al pari di altre trasferenze (ad esempio, quella fonologica): vengono adattate da un punto di vista morfologico e incontrano varia accoglienza, fino, in taluni casi, a diventare irriconoscibili come tali. Una parola come rubinetto era criticata da Edmondo De Amicis (1846-1908), ma è da tempo divenuta standard. Altrettanto standard sono ormai parole come becero, teppista, traghetto, mafia, ma originariamente furono un toscanismo, un lombardismo, un venetismo e un sicilianismo.
Quasi sinonimo di "regionalismo" è "dialettalismo" (o "dialettismo"), che nel tempo ha preso a indicare specificamente regionalismi accettati e vocabolarizzati, di contro a fenomeni non accettati (come posteria, 'negozio di commestibili' in Lombardia, o complimento, 'rinfresco' in Abruzzo), cui viene riservata l'etichetta di "regionalismi".